# Velvet Tone

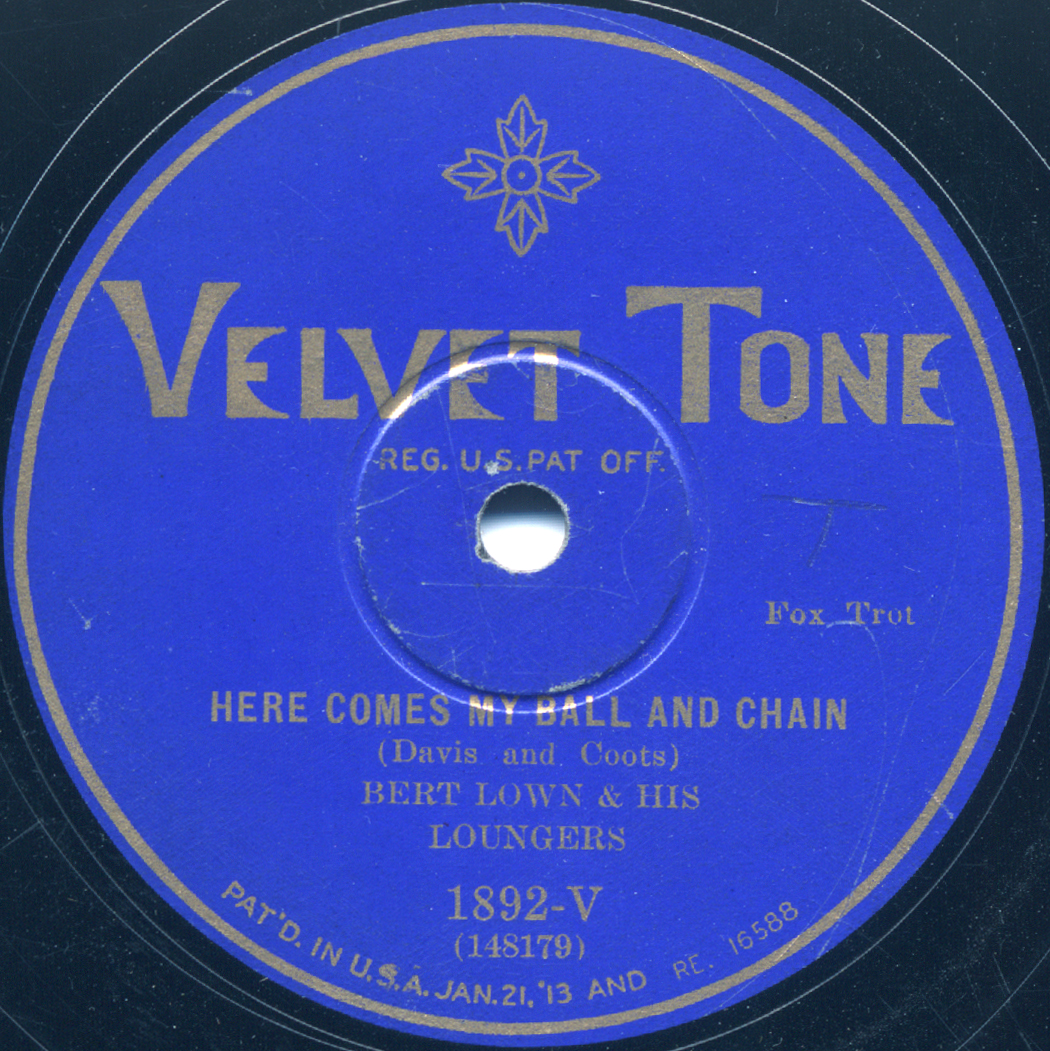
Etikett till Velvet Tone-utgåva med Bert Lowns orkester.

Velvet Tone var ett amerikanskt skivmärke producerat av Columbia, främst under senare delen av 1920-talet.
Velvet Tone var (liksom Diva) en systeretikett till Harmony, och samtliga utgåvor på Velvet Tone är identiska med motsvarande utgåvor på den senare, såväl vad avser titlar som kopplingar och artistkrediteringar. Enda skillnaden - utöver etikettens namn och design - är att Velvet Tones katalognummer är 1000 högre än Harmonys (det vill säga: Harmony 527-H = Velvet Tone 1527-V). Dock är det osäkert om samtliga Harmony-utgåvor kommit ut även på Velvet Tone.